# 德哈維蘭加拿大DHC-8
德哈維蘭加拿大DHC-8（英語：De Havilland Canada DHC-8，舊稱龐巴迪Dash 8，又譯衝鋒8或衝8）是德哈維蘭加拿大設計与生产（1992年至2019年由龐巴迪宇航生產）的基於德哈維蘭加拿大DHC-7改進的以渦槳發動機為動力區域航線用客機系列，也是該公司最暢銷的機種。至2019年為止，發展出-100、-200、-300及-400等民用型號和CC-142、CT-142、E-9A及P-9A等軍用型號，總共出售超過1083架予全球超過83個用戶。

## 特性
DHC-8型螺旋槳飛機除了可以滿足嚴苛作業環境外，更非常適合高密度起降、潮溼及酷熱的作業特性，配合高可靠率的普惠加拿大公司的PW123系列引擎，截至2003年6月資料，全球DHC-8機隊平均派遣率高達98.9%。除了高可靠度之外，DHC-8的平直主翼及大型垂直尾翼提供非常良好的低速特性，大量使用高強度鋁合金及先進複合材料，不但節省重量而且極為耐久，DHC-8的機身壽命高達8萬飛行小時／6萬次起降／32年，遠遠超過同級競爭機種的平均水準。

## 目前概況
2018年11月，龐巴迪宣佈將Dash 8項目以及德哈维兰加拿大全部售予位於英屬哥倫比亞省悉尼市的維京航空製造公司，而该协议于2019年正式生效。自此，该机型在时隔27年后再度更名为德哈維蘭加拿大DHC-8。

## 性能

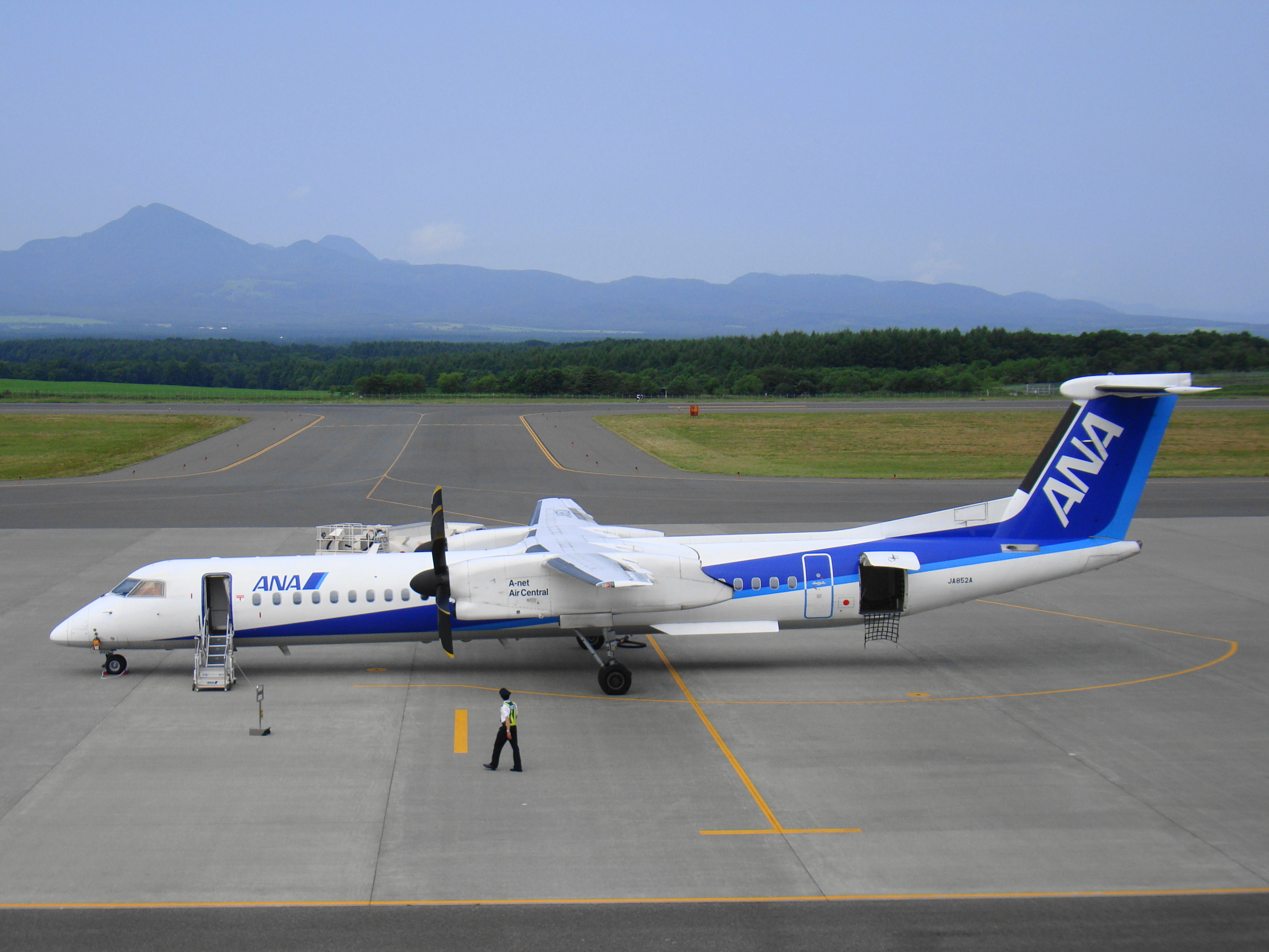
全日空DHC-8-403

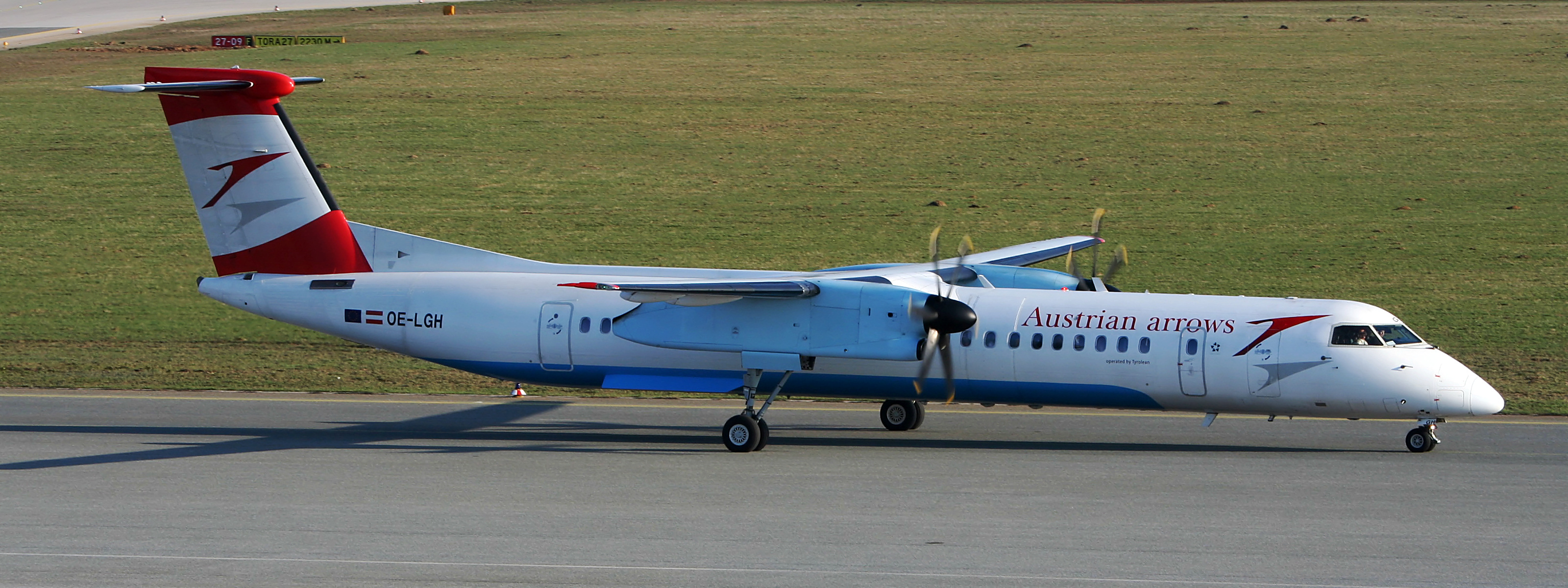
奥地利航空DHC-8-403

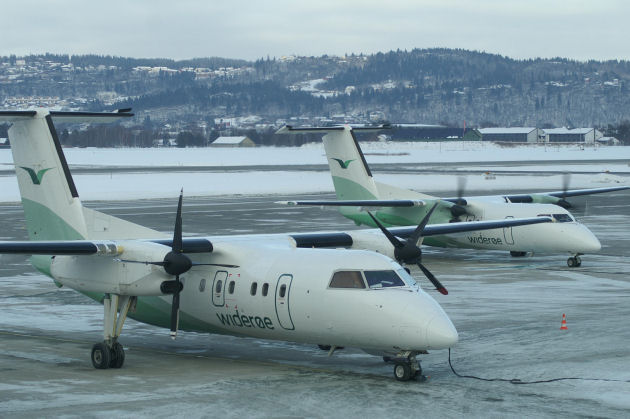
Widerøe航空 DHC-8-200

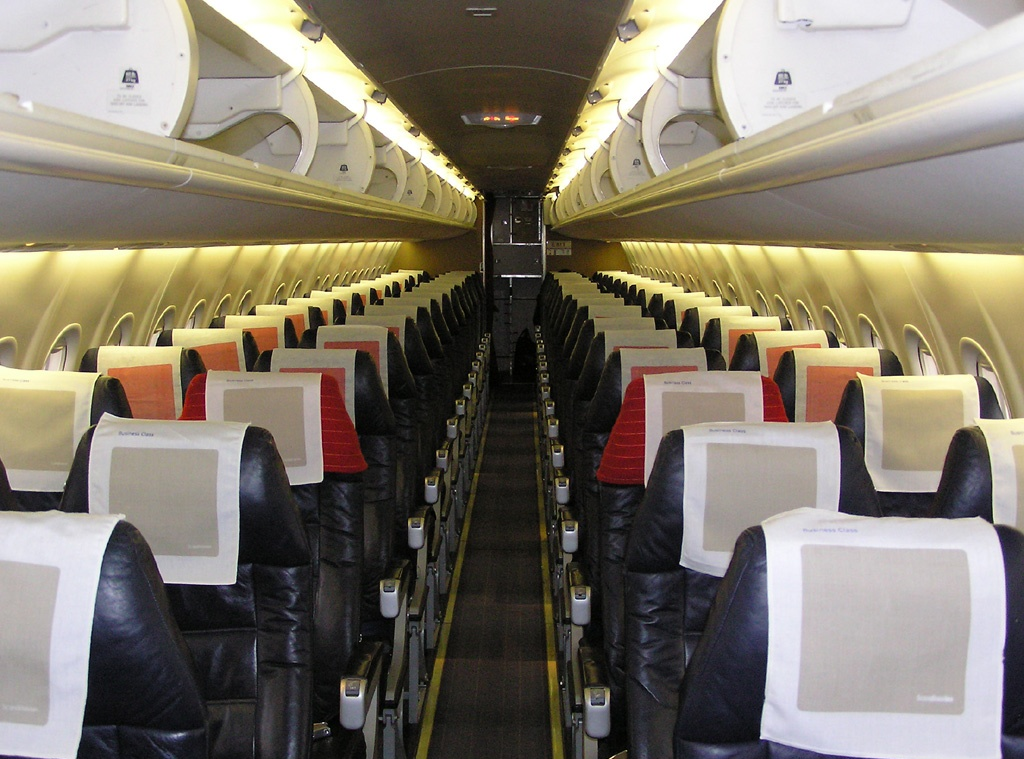
DHC-8-403客艙

- 特殊的連體懸梯式登機門，使旅客上下機便捷迅速。
- 特殊的機身結構設計，具有最少8萬飛行小時或6萬航次之耐用性。
- 特殊噪音振動抑制系統，使客艙寧靜舒適。

## 機型規格
|                      | 100                          | 200                          | 300                          | 400                          |
| -------------------- | ---------------------------- | ---------------------------- | ---------------------------- | ---------------------------- |
| 單位造價(US$)        | $1250萬                      | $1300萬                      | $1700萬                      | $2700萬                      |
| 服役時間             | 1984                         | 1995                         | 1989                         | 2000                         |
| 長度                 | 22.25米（73.0英尺）          | 22.25米（73.0英尺）          | 25.68米（84英尺3英寸）       | 32.81米（107英尺8英寸）      |
| 高度                 | 7.49米（24英尺7英寸）        | 7.49米（24英尺7英寸）        | 7.49米（24英尺7英寸）        | 8.3米（27英尺3英寸）         |
| 機身半徑             | 2.69米（8英尺10英寸）        | 2.69米（8英尺10英寸）        | 2.69米（8英尺10英寸）        | 2.69米（8英尺10英寸）        |
| 最大客艙寬度         | 2.51米（8英尺3英寸）         | 2.51米（8英尺3英寸）         | 2.51米（8英尺3英寸）         | 2.51米（8英尺3英寸）         |
| 客艙長度             | 9.1米（29英尺10英寸）        | 9.1米（29英尺10英寸）        | 12.6米（41英尺4英寸）        | 18.8米（61英尺8英寸）        |
| 翼展                 | 25.89米（84英尺11英寸）      | 25.89米（84英尺11英寸）      | 27.43米（90英尺0英寸）       | 28.4米（93英尺2英寸）        |
| 機翼面積             | 54.4 m2（585.56 sq ft）      | 54.4 m2（585.56 sq ft）      | 56.2 m2（604.93 sq ft）      | 63.1 m2（679.20 sq ft）      |
| 機師數目             | 2                            | 2                            | 2                            | 2                            |
| 客艙服務人員         | 1                            | 1                            | 1–2                          | 2–3                          |
| 發動機               | 2 PW120A/PW121               | 2 PW123C/D                   | 2 PW123B                     | 2 PW150A                     |
| 載客量               | 37                           | 37                           | 50                           | 70                           |
| 典型巡航速度         | 500 km/h (310 mph) 269 knots | 537 km/h (334 mph) 290 knots | 528 km/h (328 mph) 285 knots | 667 km/h (414 mph) 360 knots |
| 最大巡航高度         | 7,620米（25,000英尺）        | 7,620米（25,000英尺）        | 7,620米（25,000英尺）        | 8,230米（27,000英尺）        |
| 續航力               | 1,889 km（1,174 mi）         | 1,713 km（1,064 mi）         | 1,558 km（968 mi）           | 2,522 km（1,567 mi）         |
| 續航力(裝備左右油箱) | n/a                          | n/a                          | 2,034 km (1,264 miles)       | n/a                          |
| MTOW時所需跑道長度   | 800米（2,600英尺）           | 800米（2,600英尺）           | 1,178米（3,865英尺）         | 1,402米（4,600英尺）         |
| 最大起飛重量（MTOW） | 16,470（36,310磅）           | 16,470（36,310磅）           | 19,500（43,000磅）           | 29,260（64,510磅）           |
| 最大降落重量（MLW）  | 15,650（34,500磅）           | 15,650（34,500磅）           | 19,050（42,000磅）           | 28,010（61,750磅）           |
| 無燃料重量（ZFW）    | 14,700（32,400磅）           | 14,700（32,400磅）           | 17,920（39,510磅）           | 25,850（56,990磅）           |
| 最大燃料容量         | 3,210 L (848 US gal)         | 3,210 L (848 US gal)         | 3,210 L (848 US gal)         | 6,616 L (1,748 US gal)       |
| 操作空重             | 10,483（23,111磅）           | 10,483（23,111磅）           | 11,791（25,995磅）           | 17,185（37,886磅）           |

## 意外事件

### 主要意外
- 1990年11月21日，曼谷航空125号班机由编号为HS-SKI的DHC-8-103执行，在暴风雨中降落苏梅岛机场时坠毁，机上38人全部遇难。[6]
- 1993年1月6日，汉莎城际航空5634号班机（编号D-BEAT的DHC-8-311）在巴黎夏尔·戴高乐机场的跑道外坠毁，导致4人死亡。[7]
- 1995年6月9日，新西兰安捷航空703号班机（一架DHC-8-102，编号ZK-NEY）由奧克蘭飛往北帕莫斯顿，在惡劣天氣中降落時墜毀於塔拉魯瓦嶺以西（北帕莫斯頓機場以東16公里處），导致4人死亡。[8]
- 2000年2月22日，中航浙江航空公司一架DHC-8担当杭州飞往温州的F65576次航班在笕桥机场起飞15分钟、爬升至3300米后左侧发动机内部滑油泄漏，引起发动机失效自动停车。飞机随后紧急返回笕桥机场并安全降落[9][10]。
- 2009年2月12日，大陸連接航空3407號班機（编号为N200WQ的DHC-8-403）由纽瓦克飞往布法罗，在降落前失速坠毁，导致机上49人及地面1人遇难。[11][12][13][14]
- 2011年10月13日，巴布亞新幾內亞航空1600號班機空難（英语：Airlines PNG Flight 1600）（一架编号为P2-MCJ的DHC-8-102）在马当机场（英语：Madang Airport）降落前因双发失效而紧急迫降，但最终迫降失败而坠毁。事故导致机上32人中28人遇难。[15]
- 2018年2月17日，加拿大航空快运8585号班机事故中，一架隶属于加拿大航空快运的庞巴迪DHC-8-403在萨斯卡通起飞后引擎突然起火，最终紧急返回萨斯卡通并成功迫降，机上人员无一伤亡[16]。
- 2018年3月12日，一架载有71人的孟加拉优速航空211号班机班機在加德满都特里布萬國際機場冲出跑道并迅速爆炸起火，49人遇难。[17]
- 2018年8月10日，一名地平線航空（Horizon Air）的地勤人員擅自自西雅圖機場開走一架DHC-8-403客機，逼迫機場航管人員暫停整座機場的飛機起降。北美空防司令部（NORAD）派出兩架F-15鷹式戰鬥機升空追查，客機在進行了一些類似特技飛行般的動作之後墜毀於西雅圖機場南方約40英里的凱崇島（英语：Ketron Island, Washington）（Ketron Island, WA）上之樹林中[18]。該名人員死亡[19]。
- 2019年5月8日，一架编号为S2-AGO的DHC-8-403在执行孟加拉航空60号班机于沙阿贾拉勒国际机场降落时冲出跑道，机身断为三截。机上全部33人全部生还，但均有受伤。
- 2024年1月2日，日本海上保安廳羽田基地所属，编号为MA722 (注册号JA722A)的DHC-8-Q300在羽田机场跑道上準備起飛時被正在降落的日本航空注册号JA13XJ的空中巴士A350-900撞击并起火，机上6名乘员中有5人死亡

### 起落架故障
2007年9月，北欧航空的两架DHC-8因起落架故障先后发生两次孤立的事故，同年10月又有另外一架DHC-8发生起落架故障，北欧航空由此将其同型客机全部退役。

## 参見
类似型号
- 福克50
- BAe ATP
- 萨博2000
- 安托諾夫An-140
- 伊爾-114
- ATR42
- ATR72
- 新舟60
- 新舟600
- 新舟700

## 外部連結
- Q400 Website Archive.today的存檔，存档日期2019-08-31
- Currently flying aircraft （页面存档备份，存于）
- DHC-8-100/200 information （页面存档备份，存于）
- Type certificate
- Project information on the Bombardier Q400 Dash 8 Turboprop Regional Airliner （页面存档备份，存于）